# OPERA
OPERA（Oscillation Project with Emulsion-tRacking Apparatus、写真乳剤飛跡検出装置によるニュートリノ振動検証プロジェクト）は、CERNからグラン・サッソへの732km長基線ニュートリノ・ビームラインを使用し、ミューニュートリノから変化したタウニュートリノの出現でニュートリノ振動を検証するための実験である。

## タウニュートリノ反応の検出
5例のタウニュートリノ反応の検出を報告している（1例目、2例目、3例目、5例目）。5例の事象をニュートリノ振動以外の既知の理由（背景事象）によって説明できる確率は、1,000万分の1と極めて低く、目標としていたニュートリノ振動の立証に成功したといえると発表した。

## 飛行時間
2011年9月22日にはニュートリノが光速で予測されるより60.7ナノ秒 (統計誤差: ± 6.9ナノ秒、系統誤差: ± 7.4ナノ秒) 早く到達しているという結果を報告したが（あらゆる誤差を排除した上での事実であれば特殊相対性理論の拡張が必要であった）、後に光ケーブルの接続不良等の問題が判明し撤回した。